# Národní park Kings Canyon
Národní park Kings Canyon (anglicky Kings Canyon National Park) je národní park ve středovýchodní části Kalifornie ve Spojených státech amerických. Kings Canyon leží na jihu pohoří Sierra Nevada.

## Geografie
Západně od národního parku se nachází San Joaquin Valley (jižní část Velkého kalifornského údolí), východně leží údolí Owens Valley a pohoří Inyo Mountains. Jižně na Kings Canyon navazuje další kalifornský národní park Sequoia.
Kaňonem protéká řeka Kings River, která má tři hlavní zdroje: řeky North Fork Kings River, Middle Fork Kings River a South Fork Kings River. Všechny tyto hlavní přítoky Kings River pramení pod nejvyššími štíty Sierry Nevady a tečou směrem na západ. Kaňony řek Middle Fork a South Fork Kings River náleží k nejhlubším ledovcovým údolím v Severní Americe. Více známý je kaňon řeky South Fork Kings River, kterým částečně prochází a kde končí Kalifornská státní silnice 180 (SR 180). Výška mezi dnem a horními okraji kaňonu se pohybuje mezi 1 500 až 2 500 metrů. Nechybí více než 1 000 metrů kolmé skalní stěny. Dno kaňonu dosahuje největší šířky 800 m a je pokryto silnou vrstvou sedimentů. Severněji ležící kaňon Middle Fork Kings River je téměř nedostupný.

## Národní park
Park se skládá ze dvou částí. V západní, menší (méně než 10% rozlohy), rostou sekvojovce obrovské. V této části parku nazývané Redwood Mountain Grove rostou objemem největší stromy na světě.
Druhou, východní část (více než 90% rozlohy parku), pak tvoří prameny řeky Kings River, která následně protéká kaňonem Kings Canyon s hloubkou 2 500 m. Náleží tak k nejhlubším kaňonům ve Spojených státech. Nejvyšší horou parku je North Palisade (4 341 m), třetí nejvyšší vrchol pohoří Sierra Nevada.

## Lesy v oblasti
V nejnižších polohách rostou především kalifornské duby Kellogovy a duby Douglasovy. Na velmi suchých místech rostou pouze keře larey (Larea tridentata). Nad úrovní dubů rostou především borovice těžké. Ve vyšších polohách, kde je již více vlhko, jsou hlavními stromy jedle stejnobarvá, pazerav sbíhavý a nejvyšší druh americké borovice, borovice Lambertova. V nadmořské výšce 1 500 až 2 550 m pak rostou nejobjemnější stromy na Zemi – sekvojovce obrovské. Tyto stromy rostou pouze v těchto nadmořských výškách a pouze na západních svazích pohoří Sierra Nevada. Nejvyšší sekvojovci dosahují výšky přes 80 i 90 metrů, šířky kmene v základně přes 10 metrů a stáří přes 3 000 let.
Mezi sekvojovci rostou nejvíce borovice Jeffreyovy. Ve výškách nad 2 400 m rostou zejména jedle nádherné. Ještě výše, pak náročných podmínkách borovice Murrayovy a jedlovce Mertensovy.